# Diagnostica prenatale
La diagnostica prenatale è quella branca della medicina ed in particolare dell'ostetricia, che applica e studia le tecniche che svelano la normalità o la presenza di patologie di vario tipo, nel feto.
Tutte le tecniche di diagnostica prenatale si eseguono durante la gravidanza e possono essere invasive o meno.

## Esami invasivi
Prevedono l'analisi del cariotipo di cellule fetali ottenute mediante diversi tipi di prelievi invasivi. Il fine è quello di evidenziare l'eventuale presenza di malattie cromosomiche a livello fetale ma anche malattie genetiche quali ad esempio talassemia, fibrosi cistica, emofilia, albinismo, distrofia muscolare. L'amniocentesi, consente anche di diagnosticare patologie malformative come i difetti del tubo neurale (spina bifida).
Il cariotipo da liquido amniotico è la tecnica più utilizzata al giorno d'oggi per la diagnosi prenatale invasiva. Il liquido amniotico viene prelevato mediante amniocentesi.
Le cellule fetali sospese nel liquido prelevato permettono di ricostruire la mappa cromosomica (o cariotipo) del feto. I test genetici però non sono in grado di riconoscere le caratteristiche fisiche o psichiche del nascituro date dall'interazione fra più geni e l'ambiente. Sul liquido amniotico sono possibili altri tipi di analisi, più o meno complesse, ed è anche possibile conservare le cellule staminali amniotiche.
Un'altra tecnica prevede un prelievo di cellule fetali dai villi coriali, mediante la villocentesi. Anche in questo caso si mettono in coltura le cellule per evidenziarne la normalità, ma si tratta di cellule prelevate esternamente alla camera gestazionale (villi coriali).
In entrambi i casi il cariotipo può essere eseguito mediante tecnica tradizionale o mediante la tecnica di ibridazione genomica comparativa su microarray (Array CGH), che data la maggiore sensibilità, permette di evidenziare un maggior numero di anomalie cromosomiche.

## Esami non invasivi
Quelle espresse nel punto "esami invasivi" sono due tecniche di tipo invasivo (il liquido si preleva tramite puntura in ambedue i casi), ma esistono anche tecniche non invasive. Lo sviluppo dell'ecografia ad esempio, ha permesso di mettere a punto alcune tecniche diagnostiche ad alta sensibilità, al primo trimestre quali il test combinato (bitest + translucenza nucale), il test "quadruplo" ed ultimamente lo sca test (unico "dispositivo" registrato al Ministero della Salute), al secondo trimestre tutti basati sulla misurazione ecografica di parametri anatomici e funzionali del feto e sul risultato di esami ematochimici. Questi test sono esami di screening, quindi non danno una risposta certa ma hanno un valore statistico (molto accurato) che può indirizzare verso esami diagnostici.
Possono rientrare nelle metodiche di diagnosi prenatale anche l'ecografia del secondo trimestre di gravidanza (detta anche ecografia morfologica) che può evidenziare eventuali malformazioni o anormalità fetali e l'ecocardiografia fetale che analizza (sempre ecograficamente) il cuore del feto non solo anatomicamente ma anche dal punto di vista dinamico-funzionale. Questa tecnica non è in grado di individuare malattie genetiche.
Una nuova tecnica sviluppata da un gruppo di ricercatori sostenuto economicamente dal National Institutes of Health sfrutta gli ultrasuoni per monitorare la placenta e l'eventuale alterazione del flusso sanguigno fetale all'inizio della gravidanza.
Di recente è stato proposto un test estremamente sensibile per le aneuploidie più comuni che va a ricercare ed analizzare il DNA fetale libero circolante nel plasma materno, comunemente noto come NIPT (non invasive prenatal test).
Il NIPT si basa sul conteggio di frammenti dei cromosomi di interesse (il 21 nel caso della sindrome di Down) presenti nel sangue materno. Pur non rientrando nei test diagnostici ma probabilistici il test è in assoluto il più accurato finora disponibile con valori che si attestano superiori al 99,99% di sensibilità per la trisomia 21 e a meno dello 0,2% di falsi positivi.
Attualmente in Italia sono presenti 3 tipi di test non invasivi prenatali di recente generazione.
La distinzione di questi test fatta su base tecnologica, prende in considerazione 2 parametri: 
1. Il metodo utilizzato per sequenziamento/allineamento delle sequenze.
2. Il metodo di conteggio del quantitativo di DNA. Poiché è possibile rilevare aneuploidie cromosomiche in funzione del quantitativo di DNA rilevato.

In base al primo parametro è possibile distinguere i test tra quelli che si avvalgono di un sequenziamento massivo parallelo - MPS (whole genome shotgun sequencing) e quelli che utilizzano un sequenziamento mirato (targeted sequencing).
In base al secondo, invece, si distinguono i test che eseguono il conteggio (counting) di tutte le sequenze prodotte e quelli che invece eseguono un conteggio di determinati polimorfismi a singolo nucleotide (SNPs).
I test che utilizzano il metodo MPS abbinato al conteggio di tutte le sequenze sono:
- PrenatalAdvance: eseguito da Genomica (Italia), il test individua alterazioni cromosomiche strutturali e sindromi da microdelezione/microduplicazione, analizzando il DNA fetale circolante da un campione di sangue della gestante attraverso tecniche Next Generation Sequencing (NGS) ILLUMINA.
- ULTRANIPT: offerto da Bioscience Institute (RSM) su tutto il territorio italiano. Permette di rilevare fino a 320, tra anomalie cromosomiche e malattie monogeniche (opzione OMNIPT), con la relativa interpretazione clinica. Uno studio su 146.958 gestanti rende ULTRANIPT il più validato tra i test su DNA fetale.
- FetalDNA Test: Interamente  eseguito presso i Laboratori Altamedica (Roma - Italia) test non invasivo di screening prenatale che prevede l'analisi del DNA fetale libero circolante su sangue materno, utilizzando tecnologia NGS Thermo Fisher Scientific in sinergia con la tecnica di amplificazione dPCR (l’intero workflow è validato CE/IVD con una Bioinformatica di proprietà).
- Aurora: eseguito dai laboratori Illumina Inc. (USA) e distribuito in Italia da Sorgente Genetica srl (Italia).
- IONA test: eseguito nei laboratori certificati Premaitha (Manchester - UK) è certificato CE-IVD da uno dei numerosi "organismi notificati" esclusivamente per la preparazione della libreria ed è distribuito da Labospace srl (Italia).
- G-test: eseguito presso l'Università di Roma Tor Vergata e distribuito da Bioscience Institute (RSM).
- MaterniT21 Plus: eseguito da Sequenom (USA) e il Praenatest da Lifecodexx (Germania).
- PrenatalSafe: eseguito da Genoma Group (Italia), il test rileva le più comuni aneuploidie fetali mediante l'utilizzo di piattaforme di sequenziamento di ultima generazione Illumina.
- Tranquility: eseguito in Europa da Genoma Swiss Biotechnology (Svizzera).
- Vera Prenatal Test: eseguito da Ames Centro Polidiagnostico Strumentale (Italia), partner di Verinata-Illumina (USA) che esegue il test Verifi (analogo al Vera Prenatal Test). Vera Prenatal Test è certificato CE/IVD sul completo flusso di lavoro: dall'estrazione del cfDNA, alla preparazione della library, al sequenziamento fino alla refertazione
- Vera+Plus: eseguito da Ames Centro Polidiagnostico Strumentale (Napoli), il test rileva le aneuploidie e le alterazioni strutturali a carico di ogni cromosoma del cariotipo fetale.Anche se tali indagini non sono riconosciute dalle Società scientifiche internazionali.
- Nativa: eseguito da BioRep S.r.l. società del Gruppo Sapio (Italia), che esegue il test VeriSeq NIPT Solution V2 tecnologie Illumina Inc.. Nativa è l'unico test certificato CE/IVD sul completo flusso di lavoro: dall'estrazione del cfDNA, alla preparazione della library, al sequenziamento fino alla refertazione.

I test che utilizzano il sequenziamento mirato abbinato al conteggio di determinati SNPs:
- Panorama: eseguito da Natera (USA) e commercializzato in Italia da Geneticlab.

I test che utilizzano la tecnologia Affimetryx Array (no sequenziamento):
- Harmony Prenatal Test: eseguito da Ariosa (USA) e da Toma (Italia). Commercializzato in Italia da Archimed, Synlab, Cam, Toma (anche attraverso Matherna).

Esistono poi test in fase di sperimentazione presso numerosi laboratori. In particolare l'ospedale di Pavia, l'ospedale sant'Anna di Torino, mediante un nuovo test su immunofluorescenza proposto dalla Vanadis e distribuito dalla Perkin Elmer, e altri centri privati.
Per la scelta tra questi test è bene affidarsi al consiglio di un medico specialista che sia in grado di spiegare anche le differenze tra questi test (un medico genetista o, in alternativa, va benissimo anche il proprio ginecologo). 
Poiché si tratta di tecnologie assolutamente avanzate sono disponibili ma con un prezzo importante, perciò il fattore economico ha un suo peso.
Tuttavia, questi test, non sempre si equivalgono in termini di versatilità e di risultato, pertanto è possibile scegliere in funzione anche di altri parametri, per esempio:
- La casistica di validazione riportata in pubblicazioni scientifiche, che peraltro possono fornire altre utili informazioni tra le seguenti.
- L'incidenza dei falsi negativi (risultato negativo per feti effettivamente patologici), dei falsi positivi (risultato positivo per feti sani).
- La tempistica per il risultato del test.
- L'attendibilità del test al primo prelievo (o al contrario, l'incidenza della necessità di ri-prelievi).
- Se, oltre alle principali trisomie (cromosomi 13, 18 e 21), ricercano sui cromosomi sessuali e su altre coppie di cromosomi. Anche se tali indagini non sono riconosciute dalle Società scientifiche internazionali.
- Se il test dà la possibilità di analizzare anche eventuali microdelezioni cromosomiche.Anche se tali indagini non sono riconosciute dalle Società scientifiche internazionali.
- Se per il test è necessario anche un campione del padre.
- Vari servizi offerti da chi commercializza il test, come la consulenza genetica, l'offerta gratuita di una invasiva nel caso di un test dal risultato patologico (cariotipo classico, Array CGH), le garanzie offerte in caso di risultati discordanti ecc.
- Ci sono poi parametri più tecnici su cui è possibile basare la scelta:

Certi test misurano in modo accurato la Frazione Fetale (cioè la percentuale di DNA del feto che circola liberamente nel plasma materno), anche se alcuni test non riportano sul referto tale dato.
I test che si avvalgono della metodica di sequenziamento mirato hanno la necessità di misurare tale parametro poiché viene utilizzato per calcolare una statistica di rischio, che consiste nel risultato del test.
I test che si avvolgono della metodica MPS, invece, non necessitano di quantificare la frazione fetale, poiché utilizzano come parametro limitante il numero di sequenze fetali effettivamente valutate.
È comunque buona norma che questo parametro venga misurato.
Infine certe gravidanze hanno condizioni particolari per cui alcuni test non possono essere presi in considerazione, per esempio le gravidanze gemellari, o i casi in cui la gravidanza sia in seguito ad una ovodonazione.
È importante osservare come, di fatto, non sussista, civilisticamente, alcuna responsabilità per il clinico nel caso in cui prescriva un test di screening prenatale finalizzato ad accertare il rischio per trisomia fetale. Infatti, trattandosi di test di screening, e non di diagnosi, il risultato non è sicuro per definizione. Nei test disponibili è infatti sempre ben riportato, in forma esplicita e ribadita, nei consensi informati, che il risultato, per essere considerato "diagnostico", deve essere validato sia nel caso di positività che di negatività attraverso una diagnosi prenatale invasiva (villocentesi o amniocentesi). Pertanto, la mancata esecuzione del test di conferma diagnostica, depenalizza totalmente il medico dalle responsabilità, per uno screening non aderente alla diagnosi. È però fondamentale che il medico abbia correttamente informato i genitori della differenza tra screening (fallibile) e diagnosi (sicura) e che costoro abbiano sottoscritto l'accettazione ai limiti dello screening nel consenso informato.
Infatti, la attuale giurisprudenza ha focalizzato la Responsabilità del medico esercente i test di Diagnosi Prenatale, non già sulla correttezza diagnostica del test o sulla inosservanza delle norme deontologiche (differenti tipi di test più o meno riconosciuti validi), ma ritiene che le censure siano fondate sia in quanto alla violazione delle norme di legge (artt. 1218 e 2236 cod. civ.) ma piuttosto e soprattutto in riferimento agli obblighi di informazione sulle potenzialità del test indicato, questi obblighi incombono sul sanitario in forza del contratto stipulato con la paziente. Responsabilità per omessa informazione da parte del medico circa più efficaci accertamenti diagnostici prenatali (cfr: Cass. Civ., sez. III, sentenza 11 maggio 2009, n. 10741; Cass. Civile III. Sentenza 10 gennaio - 2 ottobre 2012, n. 16754.; Suprema Corte di Cassazione sezione III sentenza 27 novembre 2015, n. 24220)
Per quanto attiene alla marcatura CE-IVD, relativa ai dispositivi diagnostici in vitro, questa recita testualmente che "i dispositivi possano essere immessi in commercio e/o messi in servizio unicamente qualora rispondano ai requisiti prescritti nella direttiva comunitaria" (98/79/CE). Questa è stata poi modificata, per precisazioni formali, dalla 2007/47/CE. Recentemente il Regolamento (UE) 2017/746 del Parlamento Europeo e del Consiglio del 5 aprile 2017, relativo ai dispositivi medico-diagnostici in vitro, abroga progressivamente la direttiva 98/79/CE (ad oggi ancora in vigore) e la decisione 2010/227/UE della Commissione e le sostituisce completamente entro il 2023.
I test utilizzati debbono quindi rispondere ai requisiti prescritti. Praticamente tutti i test oggi disponibili dichiarano la piena "declaration of conformity", un documento interno oppure, meglio, redatto da un ente privato esterno chiamato Organismo Notificato, il quale certifica, sotto la propria responsabilità, che un determinato test o step diagnostico, rispetti quanto previsto dalla direttiva comunitaria 98/79 al punto 2 riferimento Allegato 8. Esattamente dove questa direttiva recita: Il fabbricante o il suo mandatario (Organismo Certificato) redige, per i dispositivi destinati alla valutazione delle prestazioni, una dichiarazione contenente le informazioni di cui al punto 2 e si accerta che siano soddisfatte le disposizioni pertinenti della presente direttiva.
Le direttive europee sono valide per tutti i test diagnostici in vitro e, ovviamente, non fanno alcun cenno specifico ai test di screening di Diagnosi Prenatale, pertanto, le declaration of conformity non debbono ricoprire tutto il work-flow, ma solo parti specifiche di questo, come ad esempio la preparazione delle "librerie", oppure il software utilizzato (cfr. Illumina Inc.). Cionondimeno alcuni laboratori, anche se non richiesto, stanno oramai commissionando, all'Organismo Notificato prescelto, la certificazione di tutto il work-flow producendo, nel documento finale, le varie certificazioni dei successivi step analitici.